# François Jacques Marie Gérard Lafortune
François Jacques Marie Gérard Lafortune, detto Frans (Visé, 7 dicembre 1932 – 18 aprile 2020), è stato un tiratore a segno belga.

## Biografia
Era figlio di Jacques, a sua volta tiratore di alto livello, nonché nipote dell'altro tiratore Marcel Lafortune e del ginnasta Hubert Lafortune, vincitore della medaglia d'argento olimpica nel concorso a squadre ad Anversa 1920.
Partecipò ininterrottamente a sette edizioni dei Giochi olimpici, da Helsinki 1952 a Montréal 1976, presentandosi ogni volta in due differenti specialità del tiro a segno, nella carabina 50 metri a terra e nella carabina 50 metri 3 posizioni. Nelle 14 competizioni a cinque cerchi cui prese parte egli ottenne, quale miglior piazzamento, il 10º posto conquistato a Città del Messico 1968 nella carabina 50 metri a terra.
Lafortune è morto nel 2020, per le complicazioni della malattia di Parkinson.